# Hipnopedia
Hipnopedia (z gr.) – uczenie się w czasie snu; sposób uczenia się oparty na założeniu, że w początkowej fazie snu mózg ludzki jest w stanie odbierać i magazynować werbalne informacje, które z kolei w ciągu dnia mogą być przedmiotem ponownego uczenia się i szybszego utrwalania. Nocne „lekcje” eksponuje się więc w okresie od zaśnięcia do zapadnięcia w głęboki sen i przed obudzeniem się, tj. w okresach „płytkiego” snu. Badania nad hipnopedią znajdują się dopiero w stadium początkowym.

## Etymologia
Hipnopedia – (gr. Ὕπνος Hýpnos – uosobienie snu + st.gr. παιδεία, paideía – „wykształcenie”) (hypnopaedia) nauka przez sen. Według Zbigniewa Opaczewskiego, oznacza prowadzenie i utrwalenie w pamięci człowieka informacji w czasie snu.

## Historia
Hipnopedia była rozpowszechniona w okresie „zimnej wojny” w siłach specjalnych wywiadu USA, ZSRR i Japonii do roku 1960. W 1965 r. odbył się w Paryżu kongres poświęcony m.in. omówieniu i ustaleniu terminologii z tego zakresu w którym uczestniczyła prof Maria Szulc. Dokonano tam podziału zakresu znaczeń tej terminologii w zależności od tego, jakie mają oddziaływanie w skomplikowanej działalności ludzkiej. W roku 1967, założenia i realizację eksperymentu w zakresie nauki języka angielskiego z wykorzystaniem hipnopedii w Wyższej Szkole Oficerskiej, badał na podchorążych jako grupie reprezentatywnej nauczyciel języka angielskiego Antoni Prejbisz. W roku 1984, Prof. Rainer Dieterich z Wydziału Psychologii na Uniwersytecie Bundeswehry w Hamburgu jako pierwszy w Niemczech przeprowadził eksperyment hipnopedyczny, który potwierdził skuteczność nauki hipnopedii. Eksperyment polegał na nauce języka francuskiego. W roku 1998, Prof. zw. dr Jacek Izydor Fisiak z Instytutu Filologii Angielskiej na Uniwersytecie im. Adama Mickiewicza w Poznaniu jako pierwszy w Polsce prowadził badania nad skutecznością hipnopedii.

## Współcześnie
W pedagogice hipnopedia jest odrębnym kierunkiem badań, zajmującej się oddziaływaniem sugestii psychopedagogicznej na kształcenie umysłu człowieka w odmiennym stanie świadomości (Alfa). W pedagogice jest to określenie formy pracy dydaktycznej połączona z metodą hipnozy, dotycząca nauczania w odmiennym stanie świadomości. Wykonane zawczasu poprzez nagranie audio (zapisanych analogowo czy cyfrowo w pliku audio) jako instrukcji (skryptu) z lektorem lub samodzielnie a następnie odtworzenie w czasie sesji hipnopedycznej.
W hipnologii, hipnopedia zajmuje się, nauczaniem polegającym na podawaniu człowiekowi treści informacyjnych i aktywności immanentnej do działania bezpośrednio człowiekowi za pomocą fal akustycznych na progu słyszalności, nie wywołujących wyraźnego wrażenia słuchowego lecz bezpośrednio kierowanych i odbieranych oraz rejestrowanych w umyśle ludzkim. Sygnały ultrasoniczne za pomocą fal akustycznych wpływających na centralny układ nerwowy (CUN) człowieka są przełomowym odkryciem w surdopedagogice.

## Kontrowersje
Praktyka hipnopedii jest kontrowersyjna wśród naukowców, zwłaszcza sama hipnopedia może wywierać wpływ na zachowanie się ludzi.